# L'Énigme de la chambre 622
L'Énigme de la chambre 622 est un roman policier écrit par Joël Dicker et paru le 27 mai 2020 aux Éditions de Fallois en France, le 19 mai 2020 en Suisse, le 3 juin 2020 en Espagne et le 11 juin 2020 en Italie.
Il s’agit du cinquième roman de l’auteur suisse, après Les Derniers Jours de nos pères (2010) ; La Vérité sur l’affaire Harry Quebert (2012) — roman inspiré du modèle du thriller américain, salué par la critique internationale, vendu à 5 millions d’exemplaires dans 60 pays et traduit dans 40 langues et qui a fait partie du dernier carré sélectionné pour l’attribution du Prix Goncourt — ; Le Livre des Baltimore (2015), vendu à 900 000 exemplaires ; et La Disparition de Stéphanie Mailer (2018) qui a atteint plus de 700 000 ventes.
Le roman s’inscrit dans l’héritage du roman d’énigme classique du XIXe siècle et épouse les codes du whodunit, genre de prédilection d’Agatha Christie et Arthur Conan Doyle, qui met l’accent sur la résolution de l’énigme et la démarche rationnelle de l’enquêteur. Le roman fait également référence au théâtre de boulevard et aux feuilletons populaires du XIXe siècle avec ses nombreux coups de théâtre et éléments qui relèvent de la comédie.
On peut voir dans L’Énigme de la chambre 622 une référence au célèbre roman de Gaston Leroux, Le Mystère de la chambre jaune, car le titre renvoie à ce dernier et l’intrigue des deux romans est construite sur la base d’un huis-clos. En 2006, Michel Bussi avait déjà créé un écho avec des œuvres du début du XXe siècle avec Code Lupin, roman inspiré du personnage d’Arsène Lupin de Maurice Leblanc.

## Genèse du roman
Le 7 janvier 2020, Joël Dicker crée la surprise sur ses réseaux sociaux avec un post représentant des montagnes enneigées et indiquant la date du 25 mars 2020. Une semaine plus tard, le 14 janvier 2020, l’auteur publie un nouveau post représentant cette fois-ci une ville avec le nombre ‹ 622 › inscrit. Ce n’est que le 20 janvier 2020 que le romancier met un terme au suspens provoqué par ses nombreuses publications en annonçant officiellement sur son compte Instagram la parution de son nouveau roman intitulé L’Énigme de la chambre 622 prévue pour le 25 mars 2020. Une avant-première en Suisse aura lieu le 17 mars.
La crise sanitaire causée par la Covid-19 et le confinement qui en découle provoquant la fermeture des librairies, empêchent par conséquent la parution du livre en mars et retardent sa sortie au 27 mai en France.
Une particularité de ce roman est le lieu où Joël Dicker situe l’intrigue de son nouvel ouvrage. Si les lecteurs du romancier avaient l’habitude de découvrir les histoires de Joël Dicker dans un décor américain dans ses trois précédents romans, ce n’est pas le cas avec L’Énigme de la chambre 622. En effet, pour la toute première fois, l’auteur suisse place sa ville natale, Genève, à laquelle il s’est déclaré être très attaché, au cœur de son ouvrage en y ajoutant quelques lieux fictifs.

## Résumé
Ce résumé ne respecte pas la chronologie du livre, qui change volontiers d’époque dans le récit.
Un meurtre a été commis une nuit de décembre, au Palace de Verbier dans les Alpes suisses. L'enquête de police n'aboutira jamais et le meurtrier ne sera jamais arrêté.
De nombreuses années plus tard, au début de l'été 2018, Joël, un très célèbre auteur de romans se rend dans cet hôtel pour y passer ses vacances. Le Palace lui a réservé la chambre 623. Scarlett, sa voisine de chambre, loge dans la chambre 621 bis. La chambre 622 n'existe pas. C’est à partir de cet élément intrigant que Scarlett va convaincre Joël, qu’elle appelle affectueusement l’ « Écrivain », d’écrire sur ce mystère. Ils vont vite se rendre compte que cette chambre a été le lieu d’un crime, et Scarlett s’improvisera assistante. Elle entraînera l’ « Écrivain » dans la résolution de l’énigme pour identifier le meurtrier.
Le meurtre a eu lieu au Palace de Verbier, tenu par le directeur M. Rose, après une soirée spéciale très mouvementée au cours de laquelle devait être nommé le nouveau directeur de la prestigieuse banque Ebezner.
Ce sont les trois membres du Conseil, Sinior Tarnogol, Jean-Bénédict Hansen et son père Horace Hansen, à qui revient la charge d’élire ce soir-là le nouveau président de la banque. Macaire Ebezner, fils de l’ancien président de la banque Ebezner, espère être élu lors de cette cérémonie mais il se rend compte quelques jours avant que Lev Levovitch, un collègue émérite autodidacte ancien bagagiste du Palace de Verbier, pourrait être choisi à la place d’un Ebezner.
En effet, depuis sa création il y a plus de 300 ans, la banque Ebezner transmettait la présidence par hérédité, de père en fils. Mais le père, Abel Ebezner, a fait changer cette règle car il n’a pas pardonné à son fils, Macaire, d'avoir donné sans explication toutes ses actions à un mystérieux et trouble homme d’affaires russe nommé Tarnogol. C’est ainsi que Tarnogol est devenu membre majoritaire du Conseil de la banque. S’il veut devenir président, Macaire Ebezner doit dorénavant être élu par les membres du Conseil.
Les difficultés se multiplient pour Macaire lors de cette soirée d’élection : il est triste car il sait que sa femme, Anastasia, qu’il aime par dessus tout est sur le point de le quitter pour partir avec Lev Levovitch. De plus, en tant qu’agent secret pour le gouvernement suisse, Macaire doit effectuer une mission confiée par la section P-30 consistant à éviter à tout prix que l’agent russe Tarnogol ne contrôle la banque, quitte à le tuer si nécessaire. Macaire prépare à contre-cœur une bouteille empoisonnée à l’attention de Tarnogol, au cas où la présidence ne lui reviendrait pas. Mais la bouteille échappe à sa vigilance malgré la complicité de Jean-Bénédict Hansen pour la retrouver.
Au moment où le Conseil s’apprête à déclarer devant l’assemblée que Lev Levovitch est le nouveau président, la moitié des participants s’effondrent un à un à cause d’une intoxication alimentaire. La nomination est reportée. Alors que la confusion règne au palace, Tarnogol avoue en privé à Macaire qu’il redoute d’être tué par la P-30 et propose de lui rendre les parts de la banque contre l’amour d’Anastasia.
En effet, ce pacte qui semble insensé avait été contracté quinze ans auparavant au Palace de Verbier dans le sens inverse. Macaire était à cette époque follement amoureux d’Anastasia et savait qu’il n’était pas aimé en retour. Lors d’une discussion furtive, Tarnogol alors simple client du Palace, prétendit à Macaire qu’il pourrait lui donner l’amour d’Anastasia en échange de toutes ses parts de la banque. N’écoutant que son amour, Macaire accepta l’échange sous condition contractuelle. Quelques jours après, par un mystère incompréhensible, Anastasia consentit à l'épouser. Macaire croira alors qu’il a fait un pacte avec le diable.
Après l’élection ajournée, la soirée n’est pas terminée au Palace de Verbier pour les membres de la banque restés à l’hôtel. Anastasia annonce à Macaire qu’elle le quitte. Tarnogol annonce à Jean-Bénédict Hansen sa démission immédiate de la banque et la cession de ses parts au profit de Macaire. Mais Jean-Bénédict fait alors chanter Macaire, le menaçant de le dénoncer à la police à propos de la bouteille empoisonnée. Macaire accepte de lui remettre ses parts. Anastasia, qui était cachée dans la salle de bain, a tout entendu. Elle décide d’aller parler à Tarnogol... Quelques heures plus tard, pendant la nuit, dans la chambre 622, au sixième étage du Palace, une personne est assassinée à coup de pistolet, son cadavre sera retrouvé le lendemain matin par le service de l'hôtel.
Le lendemain matin Macaire est réveillé dans sa chambre d'hôtel par la police, car son cousin Jean-Bénédict Hansen a été retrouvé assassiné par balles dans la chambre 622. Quelques instants plus tard, Horace Hansen meurt d’une crise cardiaque en apprenant la mort de son fils. Tarnogol, dont la chambre jouxtait celle de Jean-Bénédict, a disparu. Macaire devient ainsi automatiquement le nouveau président de la banque Ebezner.
L’enquête est confiée au lieutenant de police Sagamore qui s’aperçoit rapidement de la fausse identité de Tarnogol. En effet, un masque parfait aux traits de Tarnogol a été retrouvé dans la chambre de la victime Jean-Bénédict Hansen.
Bien que d’autres éléments indiquent que Jean-Bénédict ait inventé et joué le rôle de Tarnogol, Cristina, une policière infiltrée à la banque depuis plusieurs mois en tant que secrétaire de direction, doute qu'Abel Ebezner, président expérimenté, ait pu se faire leurrer de cette manière par des membres du Conseil pendant une quinzaine d’années.
C’est en interrogeant Macaire à propos d’une bague que la police remonte la piste et fait le lien entre Tarnogol et Lev Levovitch. À l’aide d’un microphone dissimulé et de la complicité de Macaire, la police récolte les aveux de Lev Levovitch qui confesse avoir pris l’apparence de Tarnogol. Mais Lev Levovitch nie avoir tué Jean-Bénédict Hansen et aucune preuve contre lui n'est retrouvée.
Quinze ans avant le meurtre, Lev Levovitch et Anastasia se sont rencontrés au Palace de Verbier et sont tombés fous amoureux l’un de l’autre. Lev et son père, Sol Levovitch, travaillaient alors tous les deux au Palace  Le fils était bagagiste, le père était client mystère à la demande du directeur de l'hôtel, M. Rose. Macaire était très amoureux d’Anastasia, en vain. Lors d'une soirée annuelle de la banque au Palace, elle écrivit une lettre d’amour destinée à Lev et une lettre d’adieux destinée à Macaire. Elle confia les missives à Sol Levovitch, le père de Lev. Mais celui-ci, ne voulant pas voir son fils partir, falsifia les deux lettres de sorte que les destinataires soient inversés. Lev lut ces lettres et crut qu’Anastasia était sur le point de rejoindre Macaire. Dépité, il prit le masque de Tarnogol qui était un personnage mystère de son père, et il croisa Macaire fortuitement. Quand Macaire lui confia ne pas être aimé de la femme de son cœur, Lev, qui portait alors le masque de Tarnogol, croyait savoir qu’Anastasia reviendrait bientôt au banquier et il eut l’idée du pacte : l’amour d’Anastasia contre ses actions de la banque. N’ayant plus de nouvelles de Lev, Anastasia fit une dépression puis accepta quelque temps après d'épouser Macaire. De son côté, Lev Levovitch, malheureux en amour, quitte le Palace pour travailler à la banque Ebzener, et se servira du personnage de Tarnogol, devenu membre du Conseil grâce aux actions, pour épier Macaire dans le seul but de récupérer Anastasia. Il y arrivera à l’aide de deux autres personnages de sa création : le Dr Kazan, faux psychiatre de Macaire, et Wagner, le faux agent secret et son imaginaire section P-30.
Quinze ans plus tard, quatre mois après le meurtre, Lev Levovitch est arrêté par la police et condamné à quatre ans d’emprisonnement pour usurpation d’identité. À sa sortie de prison, Anastasia le retrouve pour vivre avec lui. La police n’a alors toujours pas élucidé le mystère de la chambre 622 : qui a tué Jean-Bénédict Hansen ?
Une dizaine d’années plus tard, Scarlett et Joël iront interroger les protagonistes de cette sombre histoire, questionneront le lieutenant Sagamore qui a enquêté sur l’affaire. Et Scarlett trouvera le coupable. Il s’agit de monsieur Rose, le directeur du palace, qui a tué le maître-chanteur Jean-Bénédict Hansen pour protéger Lev Levovich qu’il aimait comme un fils. Monsieur Rose s’est suicidé la veille de la sortie de prison de Lev en lui léguant toute sa fortune. Depuis, Lev est directeur du Palace de Verbier, il est marié à Anastasia et ils ont deux enfants.
On se rend compte à la fin du roman que le livre que tient le lecteur est celui qui est écrit par Joël pendant l’histoire.

## Analyse du roman

### Personnages
- Joël : le narrateur, écrivain en vacances, qui aide Scarlett à résoudre l’énigme
- Scarlett Leonas : voisine de chambre d'hôtel de Joël, décide de résoudre l’énigme
- Lieutenant Sagamore : chef de police qui a enquêté sur le meurtre
- Macaire Ebezner : président de la prestigieuse banque Ebezner
- Anastasia Ebezner : femme de Macaire Ebezner
- Lev Levovitch : ancien bagagiste du Palace de Verbier, devenu banquier émérite de la banque Ebezner
- Sinior Tarnogol : riche banquier au passé trouble, devenu membre du conseil de la banque Ebezner
- Jean-Bénédict Hansen : membre du conseil de la banque Ebezner
- Horace Hansen : père de Jean-Bénédict, membre du conseil de la banque Ebezner
- Wagner : agent secret de la P-30, le mystérieux service secret suisse
- Sol Levovitch : père de Lev Levovitch, ancien acteur, employé du Palace de Verbier
- Edmond Rose : ancien directeur du Palace de Verbier
- Dr Kazan : psychanalyste de Macaire Ebezner
- Arma : femme de ménage de la maison Ebezner
- Alfred : chauffeur de Lev Levovitch
- Irina von Lacht : sœur d’Anastasia
- Olga von Lacht : mère d’Anastasia
- Cristina : assistante de direction de la banque Ebezner
- Abel Ebezner : père de Macaire Ebezner, ancien président de la banque Ebezner

### Mise en abyme
Le roman met en place une mise en abyme : à travers le personnage de l’ « écrivain », Joël Dicker se met lui-même en scène et, au fur et à mesure qu’il avance dans l’enquête, l’écrivain écrit un roman, celui même que le lecteur tient entre ses mains.
Tourmenté par la disparition de son éditeur, le protagoniste rend hommage à Bernard de Fallois, décédé en janvier 2018, grâce à des analepses où l’écrivain se remémore des souvenirs avec son ami. Par exemple, on peut lire à la page 27 : 

« Génial, curieux, joyeux et solaire : il était le maître dont j’avais toujours rêvé. Sa conversation était scintillante, spirituelle, allègre et profonde. Son rire était une leçon permanente de sagesse. Il connaissait tous les ressorts de la comédie humaine. Il était une inspiration pour la vie, une étoile dans la Nuit. »

— Dicker Joël, L'Énigme de la chambre 622
Lors d’une entrevue télévisée en 2020, Joël Dicker a indiqué que les éléments de récit de ce livre qui concernent Bernard de Fallois racontent la réalité de moments qu’ils ont passés ensemble.

### Structure du roman
Le roman est constitué de quatre parties respectivement intitulées :
1. « Avant le meurtre »,
2. « Le week-end du meurtre. Du vendredi 14 au dimanche 16 décembre »,
3. « Quatre mois après le meurtre. Avril »,
4. « Trois années après le meurtre. Septembre ».

L’ouvrage est divisé en 74 chapitres numérotés dans l’ordre croissant. La première partie, précédée d’un court prologue, est composée de 26 chapitres, la seconde de 20 chapitres, la troisième de 22 chapitres, et la quatrième, la plus courte, de 6 chapitres.
Tout au long du roman, Joël Dicker jongle avec la première personne du singulier lorsque le personnage de l’Écrivain fait figure de narrateur dans certains chapitres ainsi qu’avec la troisième personne du singulier, mettant ainsi en place un système de narration omnisciente.
Ce n’est qu’au chapitre 47 (vers les deux-tiers du roman) que l’identité de la victime est révélée au lecteur, alors que ce n’est un mystère pour aucun des protagonistes de l’histoire.

### L’année du meurtre
L’année du meurtre n’est jamais indiquée dans le roman, mais on peut la déduire du fait que, quelques mois après le meurtre, Lev Levovitch a été condamné à quatre ans de prison ; quelques mois après sa libération Anastasia le rejoint (elle n’a alors pas d’enfant d’après sa mère) ; et à la fin du roman, ils ont deux enfants d’une dizaine d’années. Le meurtre a donc eu lieu, à quelques années près, 14 ans avant l’enquête de Scarlett et Joël de 2018. Si on prend en compte de la date du meurtre : la seule année raisonnablement proche pour laquelle le 16 décembre est un dimanche, est l’année 2001 soit 17 ans avant le début de l’histoire.

## Ventes
À la sortie de L’Énigme de la chambre 622, 400 000 exemplaires étaient disponibles dans les librairies françaises. Le roman connaît un immense succès dès les premières semaines de sa parution et se classe en tête des ventes suivi de près par La vie est un roman de Guillaume Musso publié le 26 mai 2020, autre habitué des best-sellers.
Le 12 juin 2020, Joël Dicker annonçait sur son compte Instagram que son dernier roman avait été vendu à 225 000 exemplaires en 10 jours seulement et, en septembre 2020, soit 4 mois après sa parution, on comptabilisait près de 400 000 livres écoulés.
Selon l’Institut GfK, en septembre 2020, 15 livres figuraient parmi le top 20 des ventes de biens culturels physiques sur les huit premiers mois de l’année 2020 en France, L’Énigme de la chambre 622 étant le premier de ces livres.

## Réception critique
Si La Vérité sur l’affaire Harry Quebert avait fait l’objet d’une large couverture médiatique dès sa sortie en ayant reçu de nombreuses critiques positives, la revue numérique swissinfo.ch souligne le fait que la critique a cette fois « boudé » et ignoré le nouvel ouvrage de Joël Dicker. Le Monde, Télérama ou encore Libération avaient effectivement salué le travail de Dicker pour ses œuvres précédentes mais se sont cette fois à peine voire pas du tout exprimés sur L’Énigme de la chambre 622. Néanmoins, ce dernier a reçu plusieurs critiques dont certaines étant positives, comme celle de Lisbeth Arman Koutchoumoff pour Le Temps :

« Avec l’hommage rendu à l’éditeur Bernard de Fallois, Joël Dicker livre beaucoup de lui-même et de ses débuts. Une cartographie de la Genève de son enfance se dessine, avec le parc Bertrand en pôle important. Le dosage entre part personnelle et intrigue à multiples couches est équilibré. L’Énigme de la chambre 622 est indéniablement un bon cru. »

En mai 2020, pour Le Parisien, Pierre Vavasseur publiait un article – dont le titre était très explicite, « Avec L’Énigme de la chambre 622, le virtuose Joël Dicker poursuit son sans-faute » – dans lequel il saluait le nouveau roman de l’auteur suisse :

« Il y a aussi chez Dicker […] quelque chose de redoutablement addictif et de diablement cinématographique. Ce sont ces ombres qui surgissent parfois en fin de chapitre et qui ont tout vu, tout entendu de la scène dont nous pensions être le seul témoin. Le procédé agit comme un minuscule électrochoc. En voilà une fameuse technique de page-turner, ces romans qui nous obligent à ne jamais s'arrêter ! […] Tout est décidément à dévorer dans cette histoire… »

D’autres revues se disent cependant plus mitigées car elles avaient été conquises par les livres précédents du romancier mais sont cette fois-ci déçues. Aussi, elles critiquent le style de l'auteur et le rythme de son nouveau roman.

« « Un grand roman, c’est un tableau. Un grand écrivain, c’est un peintre. » Ces mots, Bernard de Fallois les employait avec force, selon Joël Dicker. Alors, l’auteur suisse avance par touches de couleur, force le trait, prend du recul, replonge dans la toile. À l’instinct, au plaisir. Si le cadre de l’intrigue est prestigieux – le Palace de Verbier, hôtel somptueux des Alpes suisses –, le canevas où l’écrivain se met en scène, où les personnages sont aussi magnifiques et tragiques que les Romanov, finit de dresser un tableau convaincant. […] Pourtant, L’Énigme de la chambre 622 nous a laissé un sentiment mitigé. Pour tout dire, Le Livre des Baltimore ou La Vérité sur l’affaire Harry Quebert nous avaient davantage emballé. Si la première partie est réussie, la deuxième s’étire en longueur. Les retours en arrière au moment des révélations sont légion. »

— Eric Blaise, lavoixdunord.fr.
Caroline Montpetit pour ledevoir.com a quant à elle souligné les stéréotypes récurrents dans L’Énigme de la chambre 622 :

« […] l’action de L’énigme de la chambre 622 se déroule à Genève, sa ville natale. Est-ce cette proximité de l’écrivain avec cette ville et son milieu qui fait que les personnages du roman deviennent presque caricaturaux ? Quoi de plus suisse qu’un regroupement de banquiers ou qu’une aristocrate russe déchue qui cherche à marier ses filles avec l’un d’eux ? »

La journaliste mentionne également les risques qu’a pris Joël Dicker en mélangeant différents genres dans son roman :

« Il y a une limite au mélange des genres. Et il y a aussi le risque que l’un de ces genres ne se sente pas à sa place dans le produit final. C’est un peu ce qui arrive au dernier roman de Joël Dicker […]. La frénésie avec laquelle les allers-retours dans le passé se succèdent, en fin de roman, ajoute à cet effet d’excès, à cette touche de burlesque. C’est donc avec la comédie que ce dernier polar du jeune écrivain surdoué flirte cette fois, tout en maintenant la tension qui nous pousse à nous rendre jusqu’au bout de l’intrigue. Les coups de théâtre, habilement pensés, se succèdent, mais ils ne sont pas toujours portés avec la force qu’ils pourraient avoir. Et on reste un peu avec l’impression que l’écrivain, à force de se chercher, s’est un peu égaré dans les genres en chemin. »

Joël Dicker répondra d’ailleurs à ses critiques négatives sur France Inter : « C’est toujours bon pour moi de savoir ce que je peux faire mieux. C’est seulement mon cinquième livre, je n’ai que 34 ans et encore beaucoup de choses à apprendre. » Il ajoutera ensuite que « Parfois, la critique oublie que le livre est censé être une joie. » Joël Dicker prend les critiques de ses romans très au sérieux car il « envisage son activité en termes de métier »   et accorde une grande importance à l’écriture et au processus de réalisation d’un ouvrage. L’auteur adopte ainsi un « régime professionnel de l’activité littéraire », image qu’il renvoie d’ailleurs aux médias.

## Éditions
Version imprimée
- Joël Dicker, L'Énigme de la chambre 622, Paris, Éditions de Fallois, 2020, 576 p.  (ISBN 979-10-321-0238-1)

Édition e-book
- Éditions de Fallois, 2020,  (ISBN 979-10-321-0156-8)

Livre audio
- L'Énigme de la chambre 622, Paris, Audiolib, 2020  (ISBN 979-10-354-0358-4)  Texte intégral ; narrateur : Steve Driesen ; support : deux disques compact audio MP3 ; durée : 17 h 21 min